# موغار (غرمسير أردستان)
موغار (بالفارسية: موغار) هي منطقة سكنية تقع في إيران في قسم غرمسیر الريفي. يقدر عدد سكانها بـ 1,272 نسمة .